# Fiyi en los Juegos Olímpicos de Salt Lake City 2002
Fiyi estuvo representado en los Juegos Olímpicos de Salt Lake City 2002 por un deportista masculino que compitió en esquí alpino.
El portador de la bandera en la ceremonia de apertura fue el esquiador alpino Laurence Thoms. El equipo olímpico fiyiano no obtuvo ninguna medalla en estos Juegos.